# Distichopora cervina
Distichopora cervina is een hydroïdpoliep uit de familie Stylasteridae. De poliep komt uit het geslacht Distichopora. Distichopora cervina werd in 1871 voor het eerst wetenschappelijk beschreven door Pourtalès. 